# Комитини
Комитини (итал. Comitini) — коммуна в Италии, располагается в регионе Сицилия, в провинции Агридженто.
Население составляет 978 человек (2008 г.), плотность населения составляет 45 чел./км². Занимает площадь 22 км². Почтовый индекс — 92020. Телефонный код — 0922.
Покровителем коммуны почитается святой Иаков Старший, празднование 25 июля.

## Демография
Динамика населения:

## Администрация коммуны
- Официальный сайт: http://www.comune.comitini.ag.it